# Кук, Карен
Карен Кук (Karen Schweers Cook; род. 25 июля 1946, Остин, Техас) — американский социолог, исследователь социального взаимодействия, общественных сетей, обмена и доверия.
Член Национальной АН США (2007) и Американского философского общества (2018), доктор философии (1973), профессор Стэнфордского университета и директор-основатель его Institute for Research in the Social Sciences (IRiSS), а также вице-провост одного из факультетов, в 2005—2010 годах заведующая кафедрой социологии; прежде профессор Вашингтонского университета и Университета Дьюка.

## Биография
В Стэнфордском университете получила степени бакалавра с отличием (1968), магистра (1970) и доктора философии (1973) по социологии. В 1970-1972 годах сотрудничала там же.
С 1972 по 1995 год в Вашингтонском университете: и. о., ассистент-профессор, с 1979 года ассоциированный, с 1985 года полный профессор кафедры социологии, в 1993—1995 годах её заведующая.
В 1995—1998 годах именной профессор социологии Университета Дьюка, являлась там также директором лаборатории социологических исследований.
С 1998 года именной профессор Ray Lyman Wilbur Professor социологии Стэнфордского университета, одновременно с 2005 года там же директор-основатель Institute for Research in the Social Sciences (IRiSS), в 2005—2010 годах заведующая кафедрой социологии, с 2010 года вице-провост одного из факультетов.
Попечитель Russell Sage Foundation (с 2012, на срок по 2022).
Фелло Американской академии искусств и наук (1996) и Американской ассоциации содействия развитию науки (2007). В 2014—2017 годах член Совета НАН США.
Отмечена ASA Social Psychology Section Cooley Mead Award for Career Contributions to Social Psychology (2004).
Соавтор книги «Cooperation without Trust?» (Нью-Йорк: Russell Sage Publications, 2005).